# Val Pusteria (comprensorio)
Il comprensorio della Val Pusteria (in tedesco Bezirksgemeinschaft Pustertal, in ladino Comunitè comprensoriala Val de Puster) comprende 26 comuni della Val Pusteria e delle sue valli laterali, con capoluogo Brunico. Essa comprende complessivamente 73.000 abitanti e un territorio di 2.071 km². La popolazione è per almeno l'80% di madre lingua tedesca, mentre i ladini sono oltre il 10%; la componente italiana è presente a Brunico, Dobbiaco e San Candido.

## Comuni
1. Badia (Abtei)
2. Braies (Prags)
3. Brunico (Bruneck)
4. Campo Tures (Sand in Taufers)
5. Chienes (Kiens)
6. Corvara in Badia (Corvara)
7. Dobbiaco (Toblach)
8. Falzes (Pfalzen)
9. Gais
10. La Valle (La Val, Wengen)
11. Marebbe (Marèo, Enneberg)
12. Monguelfo-Tesido (Welsberg-Taisten)
13. Perca (Percha)
14. Predoi (Prettau)
15. Rasun-Anterselva (Rasen-Antholz)
16. San Candido (Innichen)
17. San Lorenzo di Sebato (St. Lorenzen)
18. San Martino in Badia (San Martin de Tor, Sankt Martin in Thurn)
19. Selva dei Molini (Mühlwald)
20. Sesto (Sexten)
21. Terento (Terenten)
22. Valdaora (Olang)
23. Valle Aurina (Ahrntal)
24. Valle di Casies (Gsies)
25. Vandoies (Vintl)
26. Villabassa (Niederdorf)

## Società

### Seconde case
La forte attrattiva turistica ha determinato l'acquisto di molte abitazioni da parte dei non residenti. La legislazione provinciale della provincia autonoma di Bolzano istituita nel 2018 con vigore dal 2020 determina che nei comuni e nelle frazioni nei quali cui le seconde case superino il 10% delle abitazioni totali, il 100% delle nuove costruzioni debba essere intestato a popolazione residente. 
Nel settembre del 2018 su 25 comuni della provincia di Bolzano in cui si superava il 10% di seconde case, ben 13 facevano parte del comprensorio pusteriese: Marebbe, San Martino in Badia, Badia, Corvara in Badia, Valdaora, Rasun-Anterselva, Terento, Monguelfo-Tesido, Valle di Cassies, Villabassa, Dobbiaco, San Candido, Sesto. A essi si aggiungono anche diverse frazioni degli altri comuni: Eores (Bressanone), S. Andrea (Bressanone), Riscone (Brunico), Maranza (Rio Pusteria), Issengo (Falzes), Braies di Fuori (Braies), Braies di Dentro (Braies).

## Sport
Ogni singolo paese della Val Pusteria ha una sua squadra di hockey su ghiaccio; molto seguita è la squadra che prende il nome della vallata, l'HC Pustertal, che ha sede a Brunico.